# Зиновьев, Евгений Эльманович
Евгений Эльманович Зиновьев (укр. Євгеній Ельманович Зіновьєв; 22 июня 1995, Рясное — 16 мая 2023, Бахмут) — украинский военнослужащий, солдат, участник российско-украинской войны. Герой Украины (29 сентября 2023, посмертно).

## Биография
Евгений Зиновьев родился 22 июня 1995 года в селе Рясное Харьковской области Украины. После окончания школы поступил в Харьковский компьютерный колледж, где получил образование в сфере информационных технологий.
С началом полномасштабного вторжения России в Украину в феврале 2022 года Евгений Зиновьев добровольно вступил в ряды Вооружённых сил Украины. С сентября 2022 года служил оператором беспилотных авиационных комплексов в разведывательном взводе. Его обязанности включали аэроразведку и корректировку артиллерийского огня.
16 мая 2023 года Евгений Зиновьев погиб в результате артиллерийского обстрела в районе города Бахмут Донецкой области. Ему было 27 лет. Похоронен в родном селе Рясное.

## Награды
- Звание «Герой Украины» с удостоением ордена «Золотая Звезда» (29 сентября 2023, посмертно) — за личное мужество и героизм, проявленные в защите государственного суверенитета и территориальной целостности Украины, верность военной присяге[3].